# گوآیاتا
گوآیاتا (انگلیسی: Guayatá) نام یک منطقه مسکونی در کلمبیا است.